# 安赫拉·比达尔
安赫拉·比达尔（西班牙語：Ángela Vidal）是《死亡录像》系列电影的主角，除了《錄到鬼3：姻屍錄》没有出现外，其他几部都是由女演员曼奴拉·沃拉斯科扮演的。
《死亡录像》是西班牙系列喪屍恐怖電影。第一部电影于2007年在西班牙巴塞罗那拍摄。
比达尔在影片《80分鐘死亡直播》中首次亮相。在2008年美国翻拍的《隔离区》中，该角色的名字被拼成了安杰拉·维达尔（英語：Angela Vidal），由珍妮佛·卡本特扮演。

## 角色背景
安赫拉·比达尔这个角色是一位虛構的電視名人，也是一部名為“當你沉睡時”的系列电视纪录片的記者。在與當地消防局一起拍攝片段時，她在巴塞罗那的一棟公寓樓裡遇到了喪屍爆發。